# Stella Nyanzi

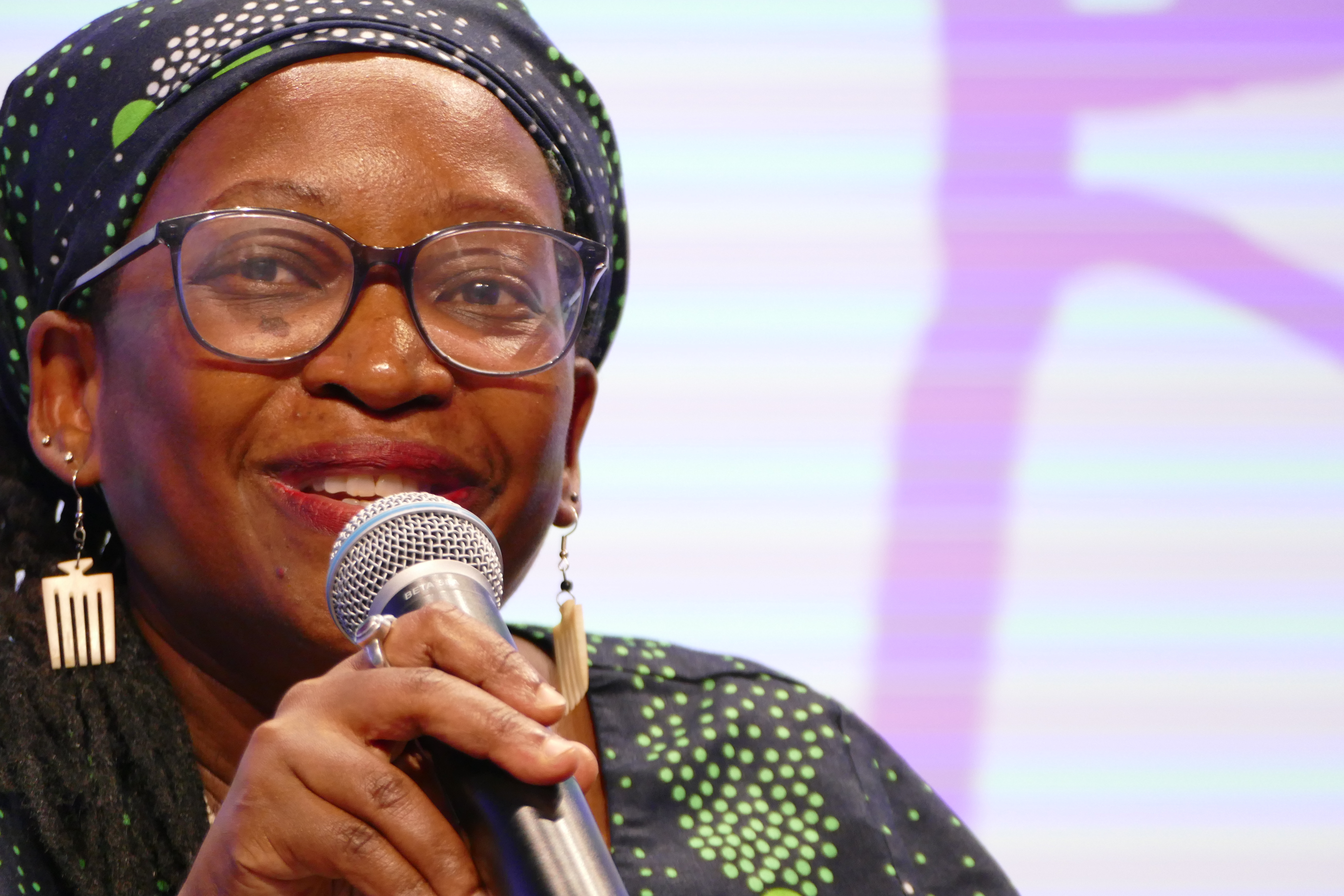
Stella Nyanzi auf der Re:publica 2024

Stella Nyanzi (anhörenⓘ; geboren am 16. Juni 1974 in Masaka oder Jinja, Uganda) ist eine ugandische Gender-Forscherin, medizinische Anthropologin und Feministin, die im April 2017 inhaftiert wurde, nachdem sie den ugandischen Regierungschef Yoweri Museveni und dessen Frau und Bildungsministerin des Landes, Janet Museveni, in einem Streit um Monatshygiene-Produkte für Mädchen beleidigt hatte. Im Februar 2020 kam Nyanzi frei. Seit Januar 2022 lebt sie im Exil in Deutschland.

## Leben und Wirken
Stella Nyanzi studierte von 1993 bis 1996 an der Makerere University in Kampala und absolvierte einen Bachelor of Arts in Journalismus, Kommunikationswissenschaft und Literatur. Von 1999 bis 2000 studierte sie am University College London und erlangte einen Master of Science in medizinischer Anthropologie. Im Anschluss absolvierte sie einen Master of Arts in Entwicklungsforschung und Finanzwissenschaft an der Nkumba University.
Nyanzi wurde nach ihrer Promotion (2003 bis 2008) an der London School of Hygiene and Tropical Medicine über Sexualität von Frauen in Afrika und geschlechterspezifische Machtpolitik Research Fellow an der Makerere University. Für ihren feministischen Aktivismus nutzt sie soziale Medien wie Facebook und Twitter. Unter dem Stichwort #Pads4GirlsUG bei Twitter und auf einer Crowdfunding-Website sammelte sie Geldspenden, um an Schulen kostenlose Binden an Mädchen zu verteilen. Hintergrund ist eine starke Tabuisierung der Menstruation in Uganda, Frauen gelten währenddessen als unrein. Da moderne Monatshygiene zu teuer ist, bleiben viele Mädchen während ihrer Periode zu Hause und versäumen den Schulbesuch.
Ugandas Präsident Yoweri Museveni (im Amt seit 1986) hatte in seiner Wahlkampagne 2016 versprochen, kostenlose Binden für alle Mädchen an den Schulen zu verteilen, und so viele Stimmen gesammelt, vor allem bei Frauen. Auch die Ernennung seiner Frau Janet zur Bildungsministerin, die angekündigt hatte, den Bildungssektor zu reformieren, erzeugte zunächst Hoffnung, die Lage der Frauen und Mädchen in Uganda würde sich grundlegend verbessern. Nachdem das Bildungsministerium bekannt gegeben hatte, dass es aus Geldmangel keine kostenlosen Binden geben würde, schrieb Nyanzi bei Facebook, das Präsidentenpaar sei „ein paar Arschbacken“. Das Zitat im Original lautet: „That is what buttocks do. They shake, jiggle, shit and fart. Museveni is just another pair of buttocks … Ugandans should be shocked that we allowed these buttocks to continue leading our country.“ Wegen dieser Äußerung wurde sie im April 2017 festgenommen. Ihr wird „Cyber-Harassment“ in zwei Fällen vorgeworfen. Nicht-Regierungsorganisationen wie Amnesty International und Human Rights Watch protestierten gegen die ihrer Ansicht nach ungerechtfertigte Inhaftierung. Der Leiter des African Centre for Media Excellence (ACME) in Kampala bezeichnete Nyanzis Inhaftierung als Angriff auf die Rede- und Meinungsfreiheit, die die ugandische Verfassung garantiere.
Unter dem Twitter-Hashtag #FreeStellaNyanzi äußerten viele afrikanische Frauen ihren Protest und forderten Nyanzis sofortige Freilassung.
Nyanzi wurde am 10. Mai 2017 gegen Kaution freigelassen; die Vorwürfe gegen sie wurden nicht fallengelassen.

Im Oktober 2018 wurde sie erneut inhaftiert. Sie verzichtete auf eine Freilassung gegen Kaution, weil sie sich nach eigener Aussage im Gefängnis sicherer fühle, sie im Gefängnis von Luzira ihre Bildungsarbeit mit den inhaftierten Frauen fortsetzen wolle und bei einer Freilassung eine weitere unmittelbare Verhaftung erwarte:
„If I can’t write what I want about Museveni on Facebook then I will remain here, and write from here. If I go home, it will be a matter of days before they arrest me again. I don’t want to be free if I can’t write and criticise Museveni.“
Am 20. Februar 2020 hob ein Berufungsgericht das Urteil aus formalen Gründen auf, und Nyanzi kam frei.
Während eines wegen der Coronakrise verhängten Lockdowns in Uganda stiegen die Preise für Lebensmittel im Frühjahr 2020 an, während es gleichzeitig verboten wurde, Essenspenden an Bedürftige zu verteilen. Von Präsident Museveni angekündigte Hilfe für Hungernde blieb weitgehend aus. Stella Nyanzi demonstrierte am 18. Mai 2020 in Kampala mit einigen Anhängern, die Transparente mit „Wir brauchen Essen“ und „Hört auf, Covid-19 zu nutzen, um Menschenrechte zu verletzen“ hielten. Nach kurzer Zeit wurde Nyanzi von Polizisten verhaftet und für drei Tage inhaftiert. In einem Interview sprach sie anschließend über Polizeigewalt und die Unterdrückung der Meinungsfreiheit durch Museveni. Nachdem sie Anfang 2021 aus Sorge um ihre Sicherheit bereits für einige Zeit nach Kenia geflohen war, verließ sie im Januar 2022 Uganda und lebt seither mit Förderung eines Writers-in-Exile-Stipendiums des deutschen PEN-Zentrums in Deutschland. Sie ist Mitgründerin des PEN Berlin.